# 徐嘉瑞

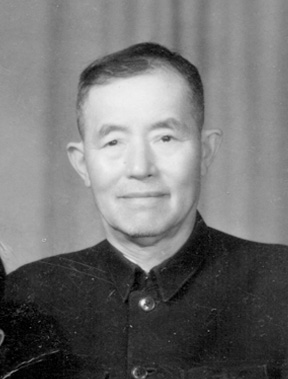
徐嘉瑞，1957年6月于云南昆明

徐嘉瑞（1895年2月11日—1977年10月2日），字梦麟，白族，云南昆明人，中国作家，诗人，文史学家。第一、二、三届全国人大代表。

## 生平
云南昆明人，出生于邓川，在邓川、曲靖长大，随父亲读书。1911年考入昆明工矿学堂，后因经济困难改读省立师范。1913年父亲病逝，被迫辍学，在昆明陆军医院任司药，后在云南护国军督军公署军医课工作。之后在昆明承德中学、省立第一中学、省立女子中学任教。1927年参加中国共产党，负责学运、情报和宣传工作，创办中共地下刊物《压榨》、《南焰》，担任《云南民众日报》社长兼编辑。1929年赴上海，加入中国文学研究会，在暨南大学、复旦大学和中国公学讲授中国文学史。后又到日本学习，1930年返回昆明，与中共党组织失去联系。1931年起先后在昆明女中、达文学校任教。1938年任云南大学讲师，次年任教授兼文史系主任。期间他参加抗日运动，任中华全国文艺界抗敌协会云南分会主席，主编诗刊《成歌》。1946年6月到武昌华中大学任教。1948年6月返回云南大学，不久因支持学运而被解聘，后转任昆明师范学院中文系教授，又因支持学运而再次被解聘。
1950年后，先后担任西南军政委员会委员，云南省人民政府委员、云南省教育厅厅长，云南省文联主席，云南省作家协会主席，第一、二、三届全国人民代表，云南省政协委员，全国文联及中国民间文学研究会常委，保卫世界和平委员会云南分会主席等。1956年5月重新加入中国共产党。1961年1月随周恩来总理访问缅甸。“文革”中受到批斗，三次中风造成半身偏瘫、失语。1977年10月2日（另说10月7日）在昆明逝世。

## 著作
主要著作有《中古文学概论》（上海亚东书局，1924年）、《近古文学概论》（上海北新书局，1936年）、《云南农村戏曲史》（云南大学西南文化研究室，1943年）、《金元戏曲方言考》（商务印书馆，1948年）、《大理古代文化史》（云南大学西南文化研究室，1949年；1978年中华书局再版改作《大理古代文化史稿》）、长诗《望夫云》（中国青年出版社，1957年）、歌剧《望夫云》（中国戏剧出版社，1963年）、《徐嘉瑞诗词选》（云南人民出版社，1980年）。整理纳西族长诗《相会调》、彝族长诗《逃婚的姑娘》。